# Empis cetywayoi
Empis cetywayoi är en tvåvingeart som beskrevs av Smith 1969. Empis cetywayoi ingår i släktet Empis och familjen dansflugor. Inga underarter finns listade i Catalogue of Life.